# Образование в Финляндии

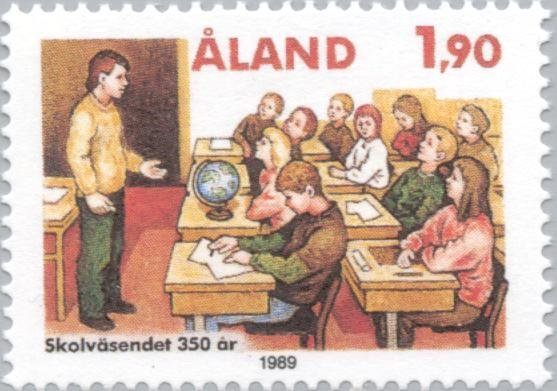

Образование в Финляндии (фин. Koulutus Suomessa) — сеть образовательных учреждений на территории Финляндии.
По данным Центра статистики на конец 2011 года в стране действовало 3934 учебных заведения, в которых числилось 1,94 млн учащихся.
Среди 29 университетов десять так называемых «многофакультетных» и десять специализированных высших учебных заведений, в том числе три политехнических университета, три высших экономических учебных заведения (например, Хельсинкская школа экономики) и четыре художественных высших учебных заведения. В 29 профессиональных вузах Финляндии в 2000 году училось около 114 тысяч студентов. В 2011 году число абитуриентов, поступавших в университеты Финляндии составило 66 400 человек (на 17 000 мест).
За период с 1996 по 2011 годы в стране сократилось число общеобразовательных школ с 3 400 до 2 837 (количество средних школ составило 2 719, а в них числилось 522 400 учеников; специализированных средних школ насчитывалось 118). 95 средних школ и специализированных общеобразовательных школ было закрыто или объединено с другим учебным заведением. Больше всего перемен в общеобразовательных школах произошло в провинции Северной Похьянмаа.
По данным ООН и исследованиям PISA, Индекс образования (Education index) в Финляндии один из самых высоких в мире. В 2012 году Финляндия продолжает сохранять лидерство в мировом рейтинге систем образования, а финские школьники по данным международной организацией IEA занимают по школьным навыкам передовые места среди учащихся других стран. С 2016 года в школах Финляндии внедряется Phenomenon-based learning.
Примечателен тот факт, что современная образовательная система Финляндии во многом сформировалась под влиянием системы, существовавшей в Германской Демократической Республике (ГДР) и вплоть до начала 1990-х считавшейся [кем?] одной из лучших в мире. 

## Начальное образование
В Финляндии каждый ребёнок имеет право на предварительное начальное образование, которое вообще начинается за один год до начала обязательного образования, то есть в тот учебный год, когда ребёнку исполняется 6 лет. Предварительное начальное образование может быть получено в школе или детском саду, семейном детском саду или в другом подходящем месте. Это решает муниципалитет.
Обязательное образование ребёнок начинает в тот год, когда ему исполняется семь лет и продолжается до 16—17. Государство гарантирует бесплатное основное образование. Сюда входят бесплатное: обучение, учебники, тетради, основные канцелярские принадлежности, питание в школе. Учебный год начинается в августе.
В 3 классе начинается изучение английского языка, в 4 классе ребёнок выбирает факультативный иностранный язык (французский, немецкий или русский). В 7 классе начинается изучение обязательного шведского.
Финские школы пользуются широкой автономией, самостоятельно выбирают подходы в преподавании, составляют учебные планы и программы. У педагогов есть полномочия по принятию решений в отношении школьной политики и управления. В финских школах внедряется междисциплинарное изучение явлений, которое дополняет и отчасти вытесняет изолированное преподавание предметов. Примером такого междисциплинарного курса, который может длиться несколько недель, может служит курс «услуги кафе», который включает в себя математику, иностранные языки, навыки письма и общения. В учебном году должен быть минимум один такой курс, но школы могут проводить их больше по решению муниципалитетов (например, для Хельсинки норма — два таких курса). В основной школе не выставляются оценки и не проводятся экзамены (нет даже выпускного экзамена для основной школы). Лишь по окончании старшей школы проводится матрикуляционный экзамен. До 9 класса преподают ежедневно физкультуру, творческие предметы (музыка, ИЗО) и практические предметы (ремёсла, домоводство).
В 2012 году принято решение об удлинении учебного дня и реструктуризации преподаваемых дисциплин. В связи с наметившейся тенденцией дифференциации финских общеобразовательных школ, министр образования Юкка Густафссон высказал свои опасения по поводу общего упадка школьного образования. Несмотря на это, в 2013 году профессор Гарвардского университета Тони Вагнер высоко оценил финскую систему школьного образования, «где школьники выпускаются из лицеев готовыми к инновациям».

## Вторая ступень

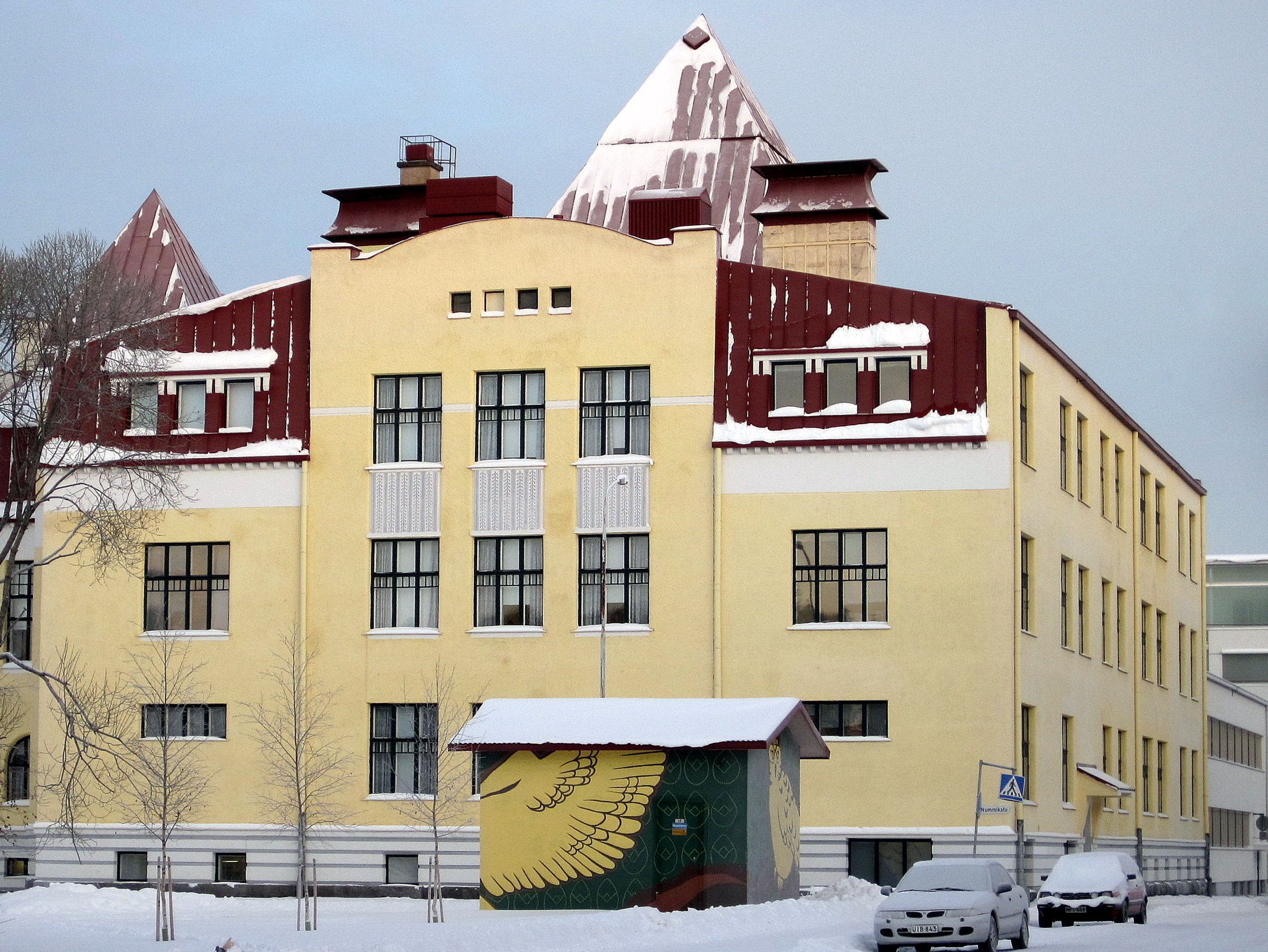
Oulun Suomalaisen Yhteiskoulun lukio

После получения основного образования перед учащимися встаёт выбор:
- получать профессиональное образование, после которого начать работать по специальности. Обучение происходит в профессионально-технических школах (фин. ammatillinen oppilaitos): в частности профессиональном училище (фин. ammattiopisto), также можно выбрать обучение на производстве по договору (фин. oppisopimuskoulutus).
- продолжить обучение в лицее (фин. lukio), где идёт серьёзная подготовка к поступлению в высшую школу. Учащиеся, которые идут в лицей, должны показать достаточно высокую степень подготовленности (средний балл полученных оценок в основной школе и будет этим определением). В Финляндии выпускники лицея и являются абитуриентами — подают документы в высшую школу будучи ещё лицеистами.

Исследования 2015 года отмечают рост среди учащихся финских лицеев и училищ экстремистских настроений в виде ненависти или нетерпимости, основанной на политической или религиозной идеологии, при этом в профучилищах идеалы насилия встречаются в два раза чаще, чем в гимназиях.

## Высшее образование

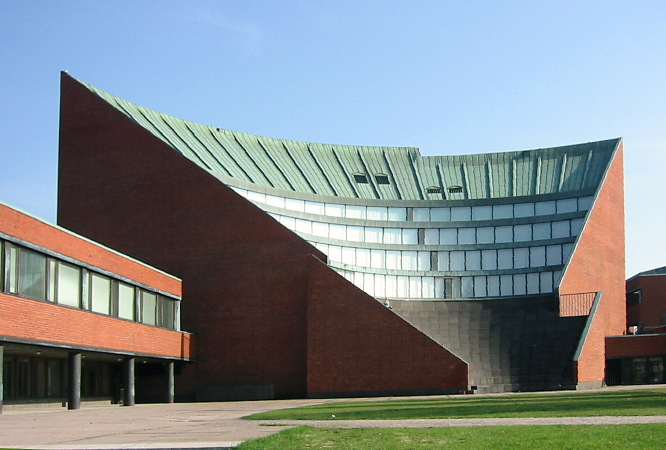
Главное здание политехнического университета Аалто, район Отаниеми города Эспоо.

### История
Существующая сегодня система высшего и профессионального образования Финляндии по-настоящему начала формироваться только в шестидесятых годах прошлого века.
Первое финское высшее учебное заведение — Королевская академия в Або (Турку) — появилось в 1640 году, когда Финляндия была частью Шведского королевства. В 1828 году после великого пожара в Турку университет «переехал» в Хельсинки и был назван Императорским Александровским университетом в честь русского царя Александра I (с 1917 года — Хельсинкский университет). Первая женщина-студентка (Мария Чечулина) появилась в нём в 1870 году, став первой женщиной-студенткой университета не только в Финляндии, но и вообще в странах Северной Европы; первая женщина получила диплом об окончании университета в 1882 году (Эмма Острём).
Университет в Хельсинки долгое время оставался единственным в стране, только в начале XX века было открыто ещё два вуза — Технологический университет и Школа экономики и управления. В 1918 году в Турку открыт шведский университет (Академия Або) и финский (Университет Турку). Была проведена радикальная реформа в 2010-е годы, в связи с «кризисом Nokia».

### Структура

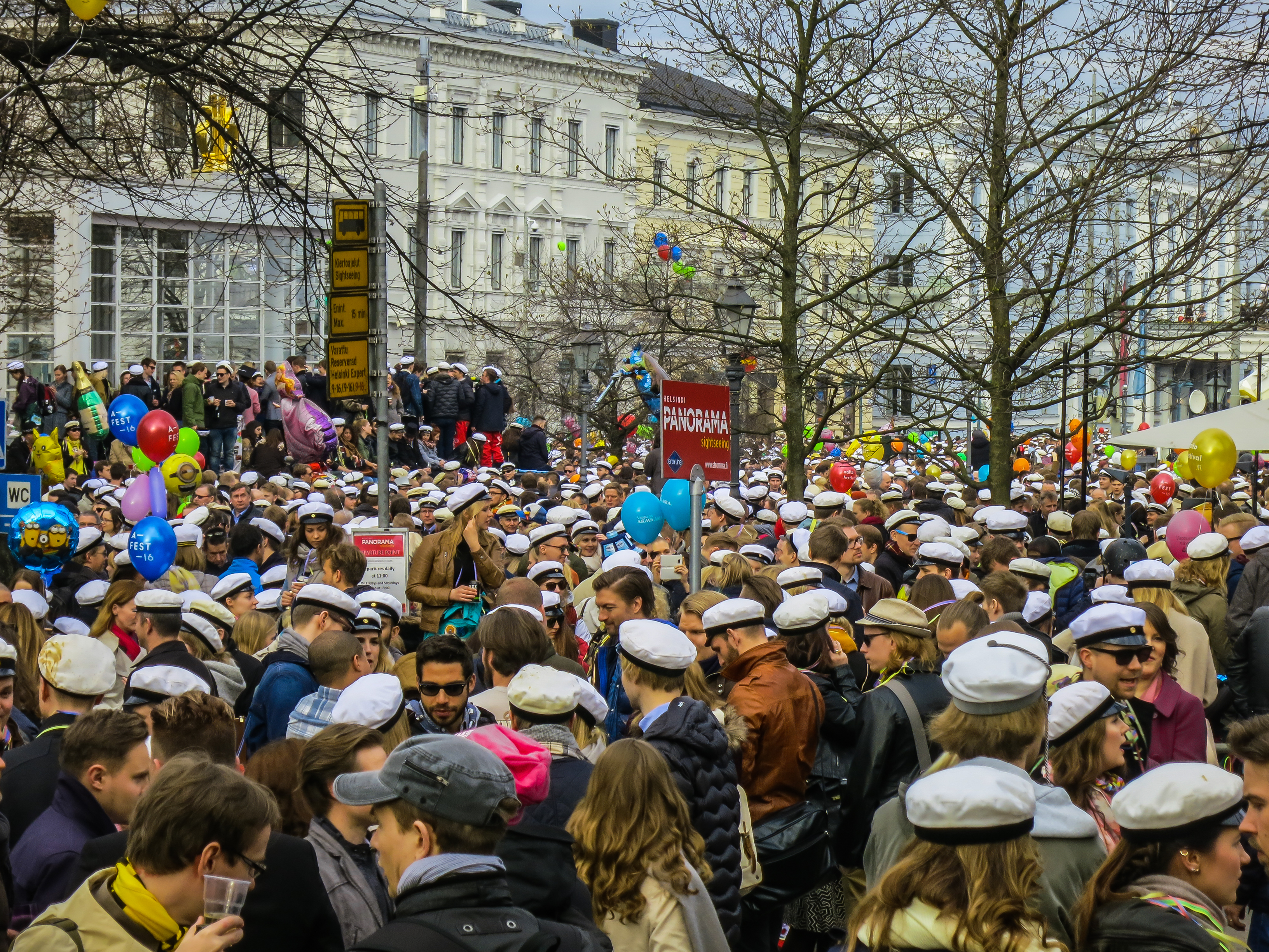
Студенты в белых кепи на празднике 1 мая в 2018 году, Хельсинки

Сейчас в Финляндии существует две параллельные системы высшего образования — университеты и политехнические институты. Последние дают практические знания и навыки для работы в разных областях. Самые популярные специальности политехников — технологии и транспорт, бизнес и управление, здравоохранение и социальная сфера, культура, туризм, сфера обслуживания, образование, природные ресурсы. Обучение длится 3,5-4 года и включает обязательную практику. По мнению исследователя из университета Ювяскюля, месторасположение ВУЗов в стране сильно влияет на выбор специальностей среди молодого поколения финнов.
Настоящих университетов в Финляндии было 10, ещё десять специализированных институтов (технологии, бизнес и экономика, искусство), к университетам причислена и военная академия. В 2010-е годы осталось 15 ВУЗов (на 5,5 млн населения).
Все университеты — государственные. Самые популярные и престижные направления обучения — технологии, гуманитарные и естественные науки.
Кроме степеней, эквивалентных бакалавру, магистру и доктору наук, финские университеты присваивают ещё и промежуточную между магистром и доктором — лиценциат. Её можно получить через два года после магистра (доктора надо ждать ещё два года).

### Обучение
Преподавание в финских вузах в основном ведётся на финском и шведском языке. Однако международных программ на английском с каждым годом становится все больше, и уже сейчас в Финляндии можно учиться на английском языке по многим специальностям: экономике, управлению, педагогике, социальным наукам, торговле, бизнесу, маркетингу, информационным технологиям, экологии и охране окружающей среды, здравоохранению и социальному обслуживанию, туризму, архитектуре, искусству, дизайну, музыке и др. В группах, в которых обучение проходит на английском языке, участвуют студенты со всего мира и преподаватели из разных стран, что обеспечивает международное признание программ. Для поступления в вуз в группы, в которых занятия ведутся на английском языке, абитуриент должен хорошо владеть английским языком и предоставить результаты о сдаче языкового теста TOEFL или IELTS.
Обучение бесплатное, со студента берут плату за учебные материалы и ежегодные взносы за обязательное членство в студенческих союзах (в среднем 45-90 евро). Минимальный ежемесячный бюджет студента, включающий питание и проживание, оценивается в 500—900 евро. Для получения студенческой визы необходимо предоставление справки из банка о наличии не менее 6 720 евро.
Единых правил, регламентирующих приём абитуриентов в вузы, нет: все отдано на суд учебных заведений. От иностранцев требуется законченное среднее образование (причём необходим высокий средний балл аттестата), хорошее знание финского, шведского или английского языка (при поступлении на международные программы), подтверждение наличия финансовых средств и успешная сдача вступительных экзаменов. Последнее — отличительная особенность финских университетов: экзамены проводятся на большинстве факультетов (например, в Хельсинкском университете исключением являются только факультеты теологии и сельского и лесного хозяйства). К экзаменам допускаются только те, кто прошёл конкурс документов. Некоторые факультеты устанавливают квоты для иностранцев.
В 2012 году часть высших учебных заведений отказалось от проведения вступительных экзаменов для абитуриентов из ряда развивающихся стран (Непал, Пакистан, Бангладеш, Нигерия и Кения) посчитав, что студентам из этих стран не будет хватать средств на проживание в Финляндии.
В период обучения студенты арендуют жильё на свободном рынке, либо в фонде студенческого жилья HOAS.
Ежегодно в университетах Финляндии защищается около 1800 докторских диссертаций, хотя по регламенту Министерства образования и культуры таковых должно быть не более 1600.

## Международное сотрудничество в сфере образования
В 1991 году в Финляндии при Министерстве образования и культуры Финляндии был основан «Центр международной мобильности» — организация, которая занимается содействием международному сотрудничеству в области образования, культуры и деловой жизни. Опыт среднего образования у Финляндии перенимает Туркменистан.